# Wilson Kamavuaka
Wilson Kamavuaka (29 maart 1990) is een Congolese voetballer, geboren in Duitsland.

## Statistieken
| Seizoen         | Club             | Competitie         | Competitie | Competitie | Play-offs | Play-offs | Beker | Beker | Europa | Europa | Totaal | Totaal |
| Seizoen         | Club             | Competitie         | Wed.       | Dlp.       | Wed.      | Dlp.      | Wed.  | Dlp.  | Wed.   | Dlp.   | Wed.   | Dlp.   |
| --------------- | ---------------- | ------------------ | ---------- | ---------- | --------- | --------- | ----- | ----- | ------ | ------ | ------ | ------ |
| 2011-12         | 1. FC Nürnberg   | Bundesliga         | 5          | 0          | —         | —         | 0     | 0     | —      | —      | 5      | 0      |
| 2012-13         | → SSV Regensburg | 2. Bundesliga      | 28         | 1          | —         | —         | 0     | 0     | —      | —      | 28     | 1      |
| 2013-14         | KV Mechelen      | Jupiler Pro League | 16         | 3          | 2         | 0         | 1     | 0     | —      | —      | 19     | 3      |
| 2014-15         | SK Sturm Graz    | Bundesliga         | 7          | 0          | —         | —         | 0     | 0     | 0      | 0      | 7      | 0      |
| 2015-16         | SK Sturm Graz    | Bundesliga         | 31         | 0          | —         | —         | 4     | 0     | 2      | 0      | 37     | 0      |
| 2016-17         | Panetolikos      | Super League       | 7          | 0          | —         | —         | 3     | 0     | 0      | 0      | 10     | 0      |
| 2016-17         | Darmstadt 98     | Bundesliga         | 8          | 0          | —         | —         | 0     | 0     | 0      | 0      | 8      | 0      |
| 2017-18         | Darmstadt 98     | 2. Bundesliga      | 25         | 2          | —         | —         | 1     | 0     | 0      | 0      | 26     | 2      |
| 2018-19         | Darmstadt 98     | 2. Bundesliga      | 5          | 0          | —         | —         | 0     | 0     | 0      | 0      | 5      | 0      |
| 2019-20         | GKS 71 Tychy     | I liga             | 10         | 1          | —         | —         | 1     | 0     | 0      | 0      | 11     | 1      |
| 2020-21         | MSV Duisburg     | 3. Liga            | 26         | 3          | —         | —         | 1     | 0     | 0      | 0      | 27     | 3      |
| Carrière totaal | Carrière totaal  | Carrière totaal    | 168        | 10         | 2         | 0         | 11    | 0     | 2      | 0      | 183    | 10     |

Bron: sport.be